# パヴェウ・コウォジェイ
パヴェウ・コウォジェイ（Paweł Kołodziej、ポーランド語発音: [ˈpavɛw kɔˈwɔd͡ʑɛj]、1980年9月24日 - ）は、ポーランドのプロボクサー。クルィニツァ＝ズドルイ出身。

## 来歴
2004年9月25日、コウォジェイは4回3-0の判定勝ちでプロデビューを果たした。
2006年7月1日、アドリアン・ラジャカイとWBC世界クルーザー級ユース王座決定戦を行い6回2分3秒KO勝ちで王座獲得に成功した。
その後ユース王座を3度防衛し2009年6月20日、ローマン・クラシックとIBC世界クルーザー級王座決定戦を行い12回3-0(2者が118-110、118-111)の判定勝ちで王座獲得に成功した。
2009年12月18日、ロブ・コロウェイと対戦し6回終了時棄権で初防衛に成功した。
2010年3月20日、マーク・クランセとWBF世界クルーザー級王座決定戦を行い3回終了時TKO勝ちで王座獲得に成功した。
WBF王座を1度防衛し2010年11月20日、ジョン・マクラインとWBCバルチッククルーザー級暫定王座決定戦を行い3回2分48秒KO勝ちで王座獲得に成功した。
2011年3月5日、フェリックス・コーラー・ジュニアとWBAインターナショナルクルーザー級王座決定戦を行い12回3-0(116-112、2者が118-110)の判定勝ちで王座獲得に成功した。
2011年11月12日、マウロ・アドリアン・オルディアレスと対戦し2回2分27秒TKO勝ちで初防衛に成功した。
2012年3月17日、IBFインターコンチネンタルクルーザー級王者ギウリアン・リリーと対戦し12回3-0(120-107、117-110、118-110)の判定勝ちで王座獲得に成功した。
2014年9月27日、モスクワでWBA世界クルーザー級王者デニス・レベデフと対戦するが、2回KO負けを喫し王座獲得に失敗した。

## 獲得タイトル
- WBC世界クルーザー級ユース王座
- IBC世界クルーザー級王座
- WBF世界クルーザー級王座
- WBCバルチッククルーザー級暫定王座
- WBAインターナショナルクルーザー級王座
- IBFインターコンチネンタルクルーザー級王座